# Západonilská horečka
Západonilská horečka (anglicky: West Nile fever) je virové onemocnění, které je způsobeno flavivirem (čeleď flaviviridae) označovaným jako západonilský virus. U většiny nemocných probíhá infekce zcela asymptomaticky. Inkubační doba je 3–14 dní. Původce choroby se obvykle dostává do lidského organismu ze slinných žláz infikovaného komára. Některá zvířata nemají žádné projevující se příznaky onemocnění.

## Epidemiologie

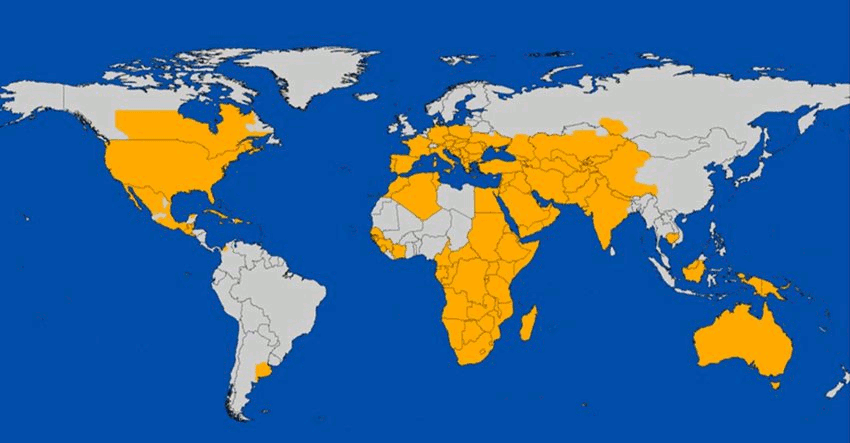
Rozšíření případů západonilské horečky (2006)

Od roku 1914 je izolován původce onemocnění viru západonilské virové horečky patřící do skupiny arbovirů způsobujících encefalitidy i u lidí. Virus patřící k flavivirům je přenášen komárem. Byl nalezen mimo člověka u koček, psů, koní, dalších savců i u ptactva, i u ptactva stěhovavého. Během let se rozšířil virus z oblastí přilehlých k řece Nilu v Egyptě do souvislých území východní Afriky od severu k jihu, vyskytuje se od západní Číny v souvislém pásmu území zahrnující Arabský poloostrov, Střední východ a dnes i celou Evropu mimo Britské ostrovy. Od roku 1999 se rozšiřuje výskyt onemocnění i na území Spojených států amerických, především kolem města New York. Jako zajímavost při rozšíření na území USA se předpokládá zavlečení viru prostřednictvím dovozu lidských orgánů pro transplantaci z oblastí výskytu tohoto onemocnění. Soustavně sledovaný počet onemocnění a úmrtí na Západní nilskou horečku ve městě New York podle statistik CDC se stále zvyšuje:
- Rok 1999 62 registrovaných onemocnění, 7 úmrtí
- Rok 2000 21 registrovaných onemocnění, 2 úmrtí
- Rok 2001 66 registrovaných onemocnění, 9 úmrtí
- Rok 2002 4156 registrovaných onemocnění, 284 úmrtí
- Rok 2003 9862 registrovaných onemocnění, 264 úmrtí

Obdobná statistika v Evropě není. Deficit těchto údajů z evropského území bude zapříčiněn především tím, že onemocnění je zahrnováno do členovci přenášených encefalitid, tedy zaměňována s klíšťovou encefalitidou a často dokonce diagnostikována a léčena i jako borreliová encefalitida.
Na území Československé republiky byl tento virus poprvé prokázán v roce 1972 na západním Slovensku (Malacky). Roku 1997 je izolován virus z komára Culex pipiens profesorem Hubálkem na Jižní Moravě (Lanžhot). U 2 % vyšetřených zdejších obyvatel (z 611) byly zároveň nalezeny specifické protilátky proti viru západonilské horečky. U obyvatelstva v původní oblasti výskytu viru – oblast Nilu v Egyptě má virus neutralizující protilátky až 70 % zdejších obyvatel, kdežto v USA v době, kdy se zde ještě tento virus nevyskytoval tyto protilátky zcela scházejí.
Úmrtnost může dosáhnout podle amerických údajů 3–15 %, osoby nad 65 let jsou náchylnější k závažnějšímu průběhu. Původce nemoci přenáší komár. Ve velkých městech Evropy je to Culex pipiens molestus – komár obtížný, který je dobře adaptován na městské podmínky, a jeho počet a lokality se stále rozšiřují. Stačí mu nepatrné množství vody i v silně urbanizovaných lokalitách, přežívá aktivně i zimu, dostává se i do vyšších pater výškových budov. V USA roznáší virus komár rodu Culex blíže neurčeného druhu. Možné také je, že virus přenáší v okolí Středozemního moře a na Balkáně komár rodu Phlebotomus. Jiní autoři však uvádějí, že komáři Phlebotomus přenášejí jinou nemoc (Horečka Papatači, Phebotomus fever) a ne virus západonilské horečky.

## Klinické projevy onemocnění
Jakmile se virus pomnoží v regionálních lymfatických uzlinách, vzniká tzv. primární virémie. U jedinců s bezpříznakovým průběhem tím obvykle infekce končí. Pokud se ale virus replikuje dál, může proniknout až do centrálního nervového systému a poškodit ho. Inkubační doba trvá zpravidla 3 až 6 dnů od sání komára. U většiny pacientů (přibližně 80 %) je průběh asymptomatický.
- Undulující horečka
- Subfebrilie
- Bolesti hlavy
- Somnolence
- Svalová slabost
- Myalgie
- Polyarthropathie
- Vyrážky a další kožní projevy

### V některých těžších případech
- Meningitida
- Encephalitida
- Menigoencephalitida
- Hepatitida
- Akutní paralýza N.facialis
- Obrny

## Diagnostika
- průkaz specifických protilátek skupiny IgM v krvi a mozkomíšním moku
- průkaz specifických virus neutralizujících protilátek
- průkaz specifické sekvence DNA viru v krvi a mozkomíšním moku pomocí PCR

## Léčení a prevence
1. Je třeba důkladně a opakovaně vyškolit praktické i odborné lékaře ve znalosti tohoto onemocnění a s diferenciální diagnostikou ostatních infekčních neuropatií přenášených členovci.
2. Je třeba zavést jednoduché rutinní, ale zcela specifické a pokud možné levné testy bezpečně určující původce onemocnění a zaškolit v jejich používání diagnostické laboratoře.
3. Věnovat pozornost desinsekci, především v boji proti populacím městských komárů – vlhká, stinná, chládek poskytující místa (sklepy, podchody, chodby, sklady i kanály, půdy)
4. Omezovat nečištěné a neudržované stojaté vodní plochy sebemenšího objemu.
5. Podpořit vakcinaci obyvatel velkých měst ve věku nad 50 let očkovací látkou proti některému z onemocnění serumkomplexu encefalitid způsobovaných viry čeledi Flaviviridae, tj. očkování proti Japonské encefalitidě, klíšťové encefalitidy aj., protože toto očkování může částečně zabránit nebo zlepšit průběh onemocnění.
6. Zavést specifické očkování proti viru západní nilské horečky pro ohrožené skupiny a lokality.
7. Léčení. Léčení není věnována velká pozornost, od objevení nemoci zůstává pouze symptomatické.